# 트랜스포머: 달의 어둠
《트랜스포머: 달의 어둠》(영어: Transformers: Darkness of the Moon)은 2011년에 공개된 미국의 영화이다. 트랜스포머 실사영화 시리즈의 세번째 영화이다.

## 영화 정보
필름 (2D)뿐만 아니라 아이맥스 3D, 디지털 3D, 리얼디 3D, 디지털 4D, 아이맥스 4D로도 상영하고 있으며 3D 제작은 3D 촬영과, 2D 촬영이 함께 이루어졌다.
대부분의 영상은 3D로 촬영되었으며 3D 제작이 어려운 경우 2D로 제작되었다. 3D 촬영 방식은 리그 촬영 (페이스 / 캐머런 퓨전 카메라 시스템)이다.

## 줄거리
우주선 아크는 오토봇과 디셉티콘 간의 전쟁을 끝낼 수 있는 발명품을 싣고 행성 사이버트론을 탈출한다. 1962년에 격추되어 지구 달의 뒷면에 불시착한다. NASA는 이 충돌을 감지하고 존 F. 케네디 대통령은 우주선 조사를 은폐하기 위해 달에 사람을 보내는 임무를 승인한다. 1969년, 아폴로 11호 승무원은 달에 착륙하여 은밀히 아크를 조사한 후 지구로 돌아온다.
현재, 오토봇은 주요 분쟁을 막는 데 인류를 돕는다. 외계 기술로 의심되는 것을 조사하기 위해 1986년 체르노빌 원자력 사고 현장으로 파견된 임무 중, 오토봇은 디셉티콘 과학자 쇼크웨이브와 그의 거대한 벌레 드릴러의 공격을 받는다. 두 존재가 탈출한 후, 옵티머스 프라임은 그 기술이 아크의 연료전지임을 발견한다. 오토봇은 달로 가서 옵티머스 이전의 오토봇 지도자 센티넬 프라임이 혼수 상태로 있는 것을 발견하고, 그와 함께 그가 "스페이스 브리지"를 구축하기 위해 만든 다섯 개의 기둥을 발견하는데, 이것은 두 지점 사이에서 물질을 순간이동시킬 수 있는 웜홀이다. 지구에서 옵티머스는 리더십의 매트릭스의 에너지를 사용하여 센티넬을 소생시킨다.
한편, 샘 윗위키는 새로운 여자친구인 칼리 스펜서와 살고 있지만, 오토봇과 함께 일할 수는 없다. 그의 새로운 직장에서 동료 제리 왕은 아크에 대한 정보를 그에게 주지만, 곧 디셉티콘 레이저비크에게 암살당한다. 샘은 시모어 시몬스에게 연락하여 아크의 미국 및 소련 우주 임무와 관련된 사람들에 대한 디셉티콘의 학살에 대해 알게 된다. 그들은 살아남은 두 명의 우주비행사를 찾아내는데, 그들은 달에 수백 개의 기둥이 쌓여 있는 사진을 발견한다. 디셉티콘은 아폴로 11호 임무 훨씬 전에 아크를 습격했고, 센티넬과 다섯 개의 기둥을 오토봇이 찾도록 남겨두었다. 그들은 센티넬이 기둥을 활성화하는 열쇠임을 알고 있었다. 한편, 샘과 오토봇은 뒤쫓는 세 디셉티콘(햇쳇, 크랭크케이스, 크로우바)과 싸워 센티넬을 그들의 기지로 돌려보낸다. 사이버트론의 생존을 보장하기 위해 메가트론과의 거래를 인정한 센티넬은 아이언하이드를 죽이기 전에 오토봇을 배신한다.
센티넬은 기둥을 사용하여 수백 명의 숨겨진 디셉티콘을 달에서 지구로 수송한다. 칼리의 상사인 딜런 굴드가 디셉티콘과 협력하고 있음이 밝혀진다. 사운드웨이브의 도움으로 그는 칼리를 붙잡는다. 디셉티콘의 요구에 따라 오토봇은 지구에서 추방된다. 스타스크림은 지구를 떠나는 도중에 그들의 우주선을 파괴하여 그들을 죽인 것으로 추정된다. 디셉티콘은 시카고를 침공하고 전 세계에 기둥을 설치하여 그들의 고향 사이버트론을 태양계로 수송하기 시작한다. 그들은 지구의 자원을 사용하여 그들의 세계를 재건하기를 원하며, 이 과정에서 인류를 노예로 만들 것이다. 샘은 전 NEST 병사 로버트 엡스와 팀을 이루어 시카고로 가서 칼리를 구하고 딜런을 체포한다. 그들은 우주선 파괴에서 살아남은 오토봇이 개입하기 전까지 디셉티콘에게 거의 죽임을 당할 뻔한다. 샘은 레녹스와 해군 특수부대가 이끄는 NEST 팀과 함께 칼리를 구하고 디셉티콘과 싸우기 시작한다. 전투 중에 큐가 처형되고, 범블비가 사운드웨이브를 죽이며, 옵티머스는 센티넬과 싸운다. 레이저비크, 스타스크림, 쇼크웨이브, 그리고 드릴러 또한 이어진 전투에서 죽임을 당한다. 한편, 휠리와 브레인즈는 몰래 탑승하여 디셉티콘 모선을 파괴한다.
샘은 딜런과 싸워 그를 기둥으로 밀어 넣어 감전사시킨다. 범블비는 제어 기둥을 파괴하여 브리지를 영구적으로 비활성화하고 부분적으로 수송된 사이버트론을 내파시킨다. 한편, 칼리는 메가트론에게 그가 센티넬에 의해 디셉티콘의 리더 자리에서 대체될 것이라고 설득한다. 싸움 중에 센티넬은 옵티머스를 죽이려 하지만, 리더십을 되찾기로 결심한 메가트론에 의해 무력화된다. 옵티머스는 메가트론의 휴전 제안을 거부한 후 그를 죽이고, 센티넬의 배신 때문에 그를 처형한다. 샘과 칼리는 재회하고, 오토봇은 희망적인 보금자리로서 지구에 남는다.

## 출연

### 인간
- 샤이아 러버프 (샘 윗위키 역)
- 로지 헌팅턴화이틀리 (칼리 스펜서 역)
- 패트릭 뎀시 (딜런 굴드 역)
- 타이리스 깁슨 (로버트 엡스 역)
- 조시 더멜 (Lt. 코널 윌리엄 레녹스 역)
- 존 터투로 (세이머 시몬스 역)
- 글렌 모슈워 (모슈워 장군 역)
- 프랜시스 맥도먼드 (샤롯 미어링 역)
- 존 말코비치 (브루스 브라조스 역)
- 켄 정 (제리 왕 역)
- 앨런 터딕 (더치 역)
- 레스터 스파이트 (하드코어 에디 역)
- 마이티 래스타 (에디 역)
- 킴 휘틀리 (제시카 모건 역)
- 케빈 던 (론 윗윅키 역)
- 줄리 화이트 (주디 윗윅키 역)
- 제임스 에이버리 (실버 볼트 역)
- 카린 파슨스 (에리카 벤스 역)
- 버즈 올드린 (버즈 올드린 역)

### 사이버 트론

#### 오토봇 진영
- 피터 컬런 (옵티머스 프라임 역)
- 레너드 니모이 (센티넬 프라임 역)
- 마크 라이언 (범블비 역)
- 제임스 리마 (사이드 스와이프 역)
- 프란체스코 퀸 (디노 역)
- 제스 하넬 (아이언하이드 역)
- 로버트 폭스워스 (라쳇 역)
- 조지 코 (큐 휠잭 역)
- 론 보타타 (로드 버스터 역)
- 존 디마지오 (리드풋 역)
- 톰 케니 (윌리 역)
- 리노어 윌슨 (브레인 역)

#### 디셉티콘 진영
- 휴고 위빙 (메가트론 역)
- 찰스 아들러 (스타스크림 역)
- 프랭크 웰커 (사운드 웨이브, 쇼크 웨이브, 바리케이드 역)
- 키이스 사라바이카 (레이저 비크 역)
- 그레그 버그 (이고르 역)